# Oliviero Visentin
Oliviero Visentin (Vedelago, 5 aprile 1936 – Pellezzano, 27 ottobre 2020) è stato un calciatore italiano, di ruolo attaccante.

## Biografia
Nacque il 5 aprile 1936 a Fossalunga, frazione di Vedelago in provincia di Treviso. Dopo l'esperienza calcistica in Campania, si stabilì a Pellezzano dove visse con sua moglie, professoressa di storia e filosofia di origini lucane, e i due figli.

## Caratteristiche tecniche
Giocava come centravanti.

## Carriera
Indossò le maglie di Mantova, Ortona e Fermana per poi approdare in Serie A con la Lazio dove giocò per due stagioni collezionando 18 presenze e tre reti. Nel 1961 approdò in terza serie nella Salernitana dove giocherà per tre stagioni. Concluse la sua carriera tra i dilettanti con Internapoli, Pro Salerno, Paganese e Sanseverinese.

Visentin con la Salernitana
Visentin in Lazio-Sampdoria
Visentin in Lazio-Fiorentina

## Statistiche

### Presenze e reti nei club
| Stagione           | Squadra            | Campionato         | Campionato | Campionato | Coppe nazionali | Coppe nazionali | Coppe nazionali | Coppe continentali | Coppe continentali | Coppe continentali | Altre coppe | Altre coppe | Altre coppe | Totale | Totale |
| Stagione           | Squadra            | Comp               | Pres       | Reti       | Comp            | Pres            | Reti            | Comp               | Pres               | Reti               | Comp        | Pres        | Reti        | Pres   | Reti   |
| ------------------ | ------------------ | ------------------ | ---------- | ---------- | --------------- | --------------- | --------------- | ------------------ | ------------------ | ------------------ | ----------- | ----------- | ----------- | ------ | ------ |
| ????-????          | Mantova            | ?                  | ?          | ?          | -               | -               | -               | -                  | -                  | -                  | -           | -           | -           | ?      | ?      |
| ????-????          | Ortona             | ?                  | ?          | ?          | -               | -               | -               | -                  | -                  | -                  | -           | -           | -           | ?      | ?      |
| ????-????          | Fermana            | ?                  | ?          | ?          | -               | -               | -               | -                  | -                  | -                  | -           | -           | -           | ?      | ?      |
| 1959-1960          | Lazio              | A                  | 16         | 3          | CI              | ?               | ?               | -                  | -                  | -                  | -           | -           | -           | 16+    | 3+     |
| 1960-1961          | Lazio              | A                  | 2          | 0          | CI              | ?               | ?               | -                  | -                  | -                  | -           | -           | -           | 2+     | 0+     |
| Totale Lazio       | Totale Lazio       | Totale Lazio       | 18         | 3          |                 | ?               | ?               |                    | -                  | -                  |             | -           | -           | 16+    | 3+     |
| 1961-1962          | Salernitana        | C                  | 18         | 4          | -               | -               | -               | -                  | -                  | -                  | -           | -           | -           | 18     | 4      |
| 1962-1963          | Salernitana        | C                  | 22         | 6          | -               | -               | -               | -                  | -                  | -                  | -           | -           | -           | 22     | 6      |
| 1963-1964          | Salernitana        | C                  | 25         | 6          | -               | -               | -               | -                  | -                  | -                  | -           | -           | -           | 25     | 6      |
| Totale Salernitana | Totale Salernitana | Totale Salernitana | 65         | 16         |                 | -               | -               |                    | -                  | -                  |             | -           | -           | 65     | 16     |
| ????-????          | Internapoli        | ?                  | ?          | ?          | -               | -               | -               | -                  | -                  | -                  | -           | -           | -           | ?      | ?      |
| ????-????          | Pro Salerno        | ?                  | ?          | ?          | -               | -               | -               | -                  | -                  | -                  | -           | -           | -           | ?      | ?      |
| ????-????          | Paganese           | ?                  | ?          | ?          | -               | -               | -               | -                  | -                  | -                  | -           | -           | -           | ?      | ?      |
| ????-????          | Sanseverinese      | ?                  | ?          | ?          | -               | -               | -               | -                  | -                  | -                  | -           | -           | -           | ?      | ?      |
| Totale carriera    | Totale carriera    | Totale carriera    | 83+        | 19+        |                 | ?               | ?               |                    | -                  | -                  |             | -           | -           | 83+    | 19+    |

## Palmarès

### Club

#### Competizioni regionali
- Prima Categoria: 1

Paganese: 1966-1967